# Wojna duńsko-szwedzka (1657–1658)
Wojna duńsko-szwedzka 1657-1658 toczyła się między Danią a Szwecją i była częścią ogólnoeuropejskich zmagań w ramach II wojny północnej.

## Duński atak i szwedzka odpowiedź
Zaangażowanie w Polsce niemal całej szwedzkiej potęgi pod wodzą Karola Gustawa wydawało się królowi Danii Fryderykowi III dobrą okazją do odzyskania terytoriów utraconych w 1645 roku. Zebrany 5 marca 1657 roku parlament duński (Rigsdag) przyznał znaczące subsydia na mobilizację armii i inne konieczne wydatki wojskowe. Król Danii 2 maja uzyskał zgodę parlamentu na zaatakowanie szwedzkich posiadłości w Niemczech i 11 czerwca sygnował dokument usprawiedliwiający wybuch formalnie nigdy niewypowiedzianej wojny.
W czerwcu, po zakończeniu przygotowań duński król zaatakował Skanię. Najazd ten nie był dla Szwedów zaskoczeniem, którzy już w poprzednim roku mieli świadomość zagrożenia ze strony Danii i dlatego od grudnia 1656 roku zaczęli ściągać oddziały z obszaru Polski. Sam Karol Gustaw już 20 maja 1657 roku zostawił pod Brześciem armię siedmiogrodzko-kozacką księcia Jerzego Rakoczego i udał się na północ. Gdy już wojna z Danią trwała, ruszył przez Brodnicę i Toruń do Prus, a następnie do Bydgoszczy.
Karol Gustaw w końcu czerwca wyruszył z Bydgoszczy z częścią swych sił i 18 lipca, po przebyciu kilkuset kilometrów, wraz z armią liczącą 8000 zaprawionych w boju żołnierzy dotarł do Holsztynu. Wojsko, którym dowodził, choć niezbyt liczne, było świetnie wyekwipowane i wyszkolone. Od wielu lat szwedzka armia lądowa uchodziła w Europie za niepokonaną i niewielu ośmieliło się stawić Szwedom opór w otwartej bitwie. Po rozproszeniu duńskiej armii Karol Gustaw odzyskał księstwo Bremy i od południa wkroczył na Jutlandię.

## Podbój Jutlandii
Po wkroczeniu na Jutlandię Szwedzi stanęli – 4 września 1657 – przed niedawno wzniesioną twierdzą Fredriksodde, leżącą na wschodnim wybrzeżu półwyspu. Garnizon fortecy składał się z 8000 żołnierzy. Gdy wczesną jesienią wojska szwedzkie zalały całą Jutlandię, Freddriksodde pozostała jedynym punktem oporu na półwyspie. W trakcie oblężenia Fredriksodde Karol Gustaw chciał zaatakować duńskie wyspy, jednak flota przeciwnika nie dopuściła do wysadzenia desantu. Sytuacja odciętego od kraju króla Szwecji stała się bardzo trudna, tym bardziej, że w lipcu Dania i Rzeczpospolita zawarły ze sobą sojusz zaczepno-odporny. Jeszcze większym zagrożeniem dla Szwecji było zawarcie we wrześniu przez Rzeczpospolitą i Brandenburgię traktatów welawsko-bydgoskich, na mocy których Fryderyk Wilhelm przeszedł na stronę antyszwedzkiej koalicji. Skłoniło to Karola Gustawa do przyjęcia mediacji Olivera Cromwella, Coenraada van Beuningena i kardynała Mazarin.
Po dwóch miesiącach oblężenia, którym kierował Carl Gustaf Wrangel, twierdza Fredriksodde została zdobyta szturmem przeprowadzonym nocą 3 listopada. Zginęło stosunkowo niewielu Szwedów, duńscy zaś żołnierze – obrońcy twierdzy, w liczbie 6000 dostali się do szwedzkiej niewoli. Dzięki temu sukcesowi armia szwedzka umocniła panowanie nad całą Jutlandią, która stała się dla Szwedów bazą zaopatrzeniową do dalszych działań. Podbudowany sukcesem Karol Gustaw przestał myśleć o pokoju i mediacji, i przystąpił do przygotowań ataku na duńskie wyspy. Początkowo planowano desant z użyciem statków transportowych, co ze względu na przewagę duńskiej floty na morzu mogło być niewykonalne. Wkrótce jednak warunki pogodowe dały wyjątkową okazję do zastosowania innego, znacznie łatwiejszego sposobu przerzucenia wojsk przez morze.

## Atak na wyspy duńskie
Mniej więcej od połowy grudnia stosunkowo łagodna zima zmieniła się w jedną z najmroźniejszych od wielu lat. Obszary morskie między wyspami zamarzły, uniemożliwiając ruch okrętów. Karol Gustaw wyznaczył inżyniera Erika Dahlbergha do sprawdzenia, czy lód będzie w stanie utrzymać masę kawalerii i artylerii. Dahlbergh ocenił, że przejście armii po lodzie jest wykonalne. Rankiem 9 lutego 1658 armia szwedzka złożona z około 9000 jazdy i 3000 piechoty stanęła do wymarszu przez zamarznięty Mały Bełt w kierunku wyspy Fionii. Przeprawa była ryzykowna – lód uginał się pod ciężarem maszerującego wojska tak, że niekiedy woda sięgała do kolan żołnierzy. W pobliżu wybrzeża Fionii doszło do starcia z broniącymi wyspy wojskami duńskimi liczącymi 3000 żołnierzy. Walka wobec szwedzkiej przewagi nie była długa i wkrótce cała wyspa znalazła się pod kontrolą wojsk Karola Gustawa.

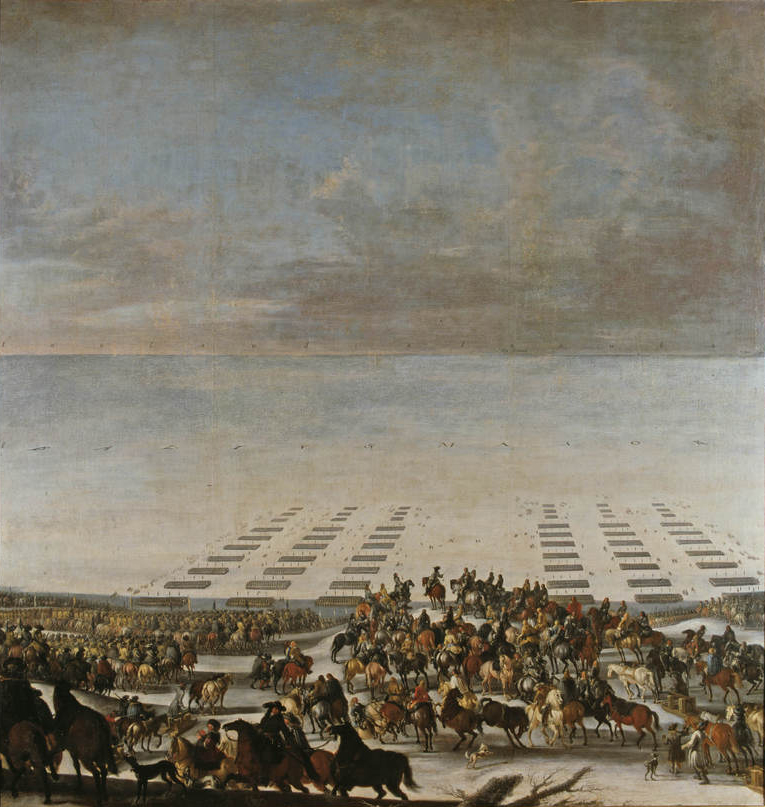
Przeprawa armii szwedzkiej przez Wielki Bełt

Po opanowaniu Fionii przystąpiono do szukania najlepszej drogi prowadzącej przez zamarznięty Wielki Bełt na Zelandię. Znów do badań przystąpił Erik Dahlbergh, który stwierdził, że lepszą od drogi bezpośredniej będzie droga prowadząca przez wyspy Langeland i Lolland. Nocą 15 lutego Karol Gustaw ruszył przez lód na czele kawalerii i w tym samym dniu bezpiecznie dotarł na Lolland. Piechota i artyleria przybyły dnia następnego. Do Zelandii Szwedzi dotarli 18 lutego. Błyskawiczny atak szwedzki przez zamarznięte cieśniny był dla Duńczyków całkowitym zaskoczeniem; wynikało ono z ich przekonania, że szwedzka ofensywa zacznie się najwcześniej na wiosnę. Skutkiem uderzenia było opanowanie wysp: Fionii, Langeland i Lolland.
Po forsownym marszu na Zelandii armia szwedzka 25 lutego znalazła się pod murami Kopenhagi. Nagłe pojawienie się wojsk wywołało wśród Duńczyków panikę, potęgowaną przez brak przygotowania stolicy do obrony – skutek zaskoczenia dowódców duńskich, niespodziewających się wroga o tej porze roku; Duńczycy przystąpili do rozmów kapitulacyjnych.

## Koniec wojny
8 marca 1658 roku król Fryderyk III i podpisał niekorzystny dla Danii, będący skutkiem przegranej wojny traktat z Roskilde.
Zwycięstwo przyniosło Szwedom największe w historii duńsko-szwedzkich zmagań zdobycze. Dania została zobowiązana do przekazania Szwecji trzech prowincji – Skanii, Halland i Blekinge oraz wyspy Bornholm. Halland i Blekinge były już pod szwedzką kontrolą na mocy traktatu zawartego w 1645 roku w Brömsebro, jednak dopiero teraz prowincje te definitywnie stały się częścią Szwecji. Ponadto Dania musiała oddać Szwecji należące do Norwegii prowincje Bohuslän (na południu) i Trøndelag (w środku Norwegii). Większość przyznanych Szwecji obszarów to były tereny od wieków sporne między obu krajami. Uzyskane korzyści terytorialne sprawiły, że Szwecja osiągnęła największy obszar w swej historii.
Niezwykle ryzykowny marsz po lodzie przez oba Bełty przyniósł szybki i efektowny sukces, który odbił się szerokim echem w całej ówczesnej Europie. Podpisane przez Danię porozumienie pokojowe, w myśl którego oddawała Szwecji wschodnią część państwa, było dla Danii trudne do udźwignięcia – zagrażało niezależności duńskiego państwa.

## Ciekawostki
Słynna wyprawa armii szwedzkiej po lodzie, podczas której żołnierze musieli siekierami dzielić zamarznięty chleb oraz beczki z winem i piwem, głęboko utrwaliła się w szwedzkiej tradycji historycznej.

## Chronologiczna lista bitew
- bitwa pod Ängelholm (28 lipca 1657)
- oblężenie Frederiksodde (4 września 1657 – 3 listopada 1657)
- bitwa pod Genevadsbro (10 września 1657)
- bitwa morska pod Mön (22 września 1657)
- bitwa pod Hjärtum (5 października 1657)
- bitwa pod Kattarp (13 października 1657)
- bitwa pod Tybrindvig (9 lutego 1658)